# HD 193322
HD 193322 eller HR 7767, är en grupp av sex stjärnor i mellersta delen av stjärnbilden Svanen. Den har en skenbar magnitud av ca 6,0 och är mycket svagt synlig för blotta ögat där ljusföroreningar ej förekommer. Baserat på parallax enligt Gaia Early Data Release 3 på ca 1,07 mas beräknas den befinna sig på ett avstånd av 3 100 - 3 500 ljusår (900 - 1 080 parsec) från solen. Den rör sig närmare solen med en heliocentrisk radialhastighet av ca -8,5 km/s. Stjärnorna utgör kärnan i den unga öppna stjärnhopen Collinder 419 (Cr 419), som innehåller totalt 51 kända stjärnor. En annan framträdande medlem av hopen är den förmörkande dubbelstjärnan V470 Cygni [mk] (HD 228911).

## System
|  | Aa |
|  |    |

|  | Ab1 |
|  |     |
|  | Ab2 |
|  |     |

|  | Aa |
|  |    |

|  | Ab1 |
|  |     |
|  | Ab2 |
|  |     |

|  | \| \| B \| \| \| \| |
|  |                     |
|  | B                   |
|  |                     |

|  | B |
|  |   |

|  | \| \| C \| \| \| \| |
|  |                     |
|  | C                   |
|  |                     |

|  | C |
|  |   |

|  | \| \| D \| \| \| \| |
|  |                     |
|  | D                   |
|  |                     |

|  | D |
|  |   |

|  | Aa |
|  |    |

|  | Ab1 |
|  |     |
|  | Ab2 |
|  |     |

|  | Aa |
|  |    |

|  | Ab1 |
|  |     |
|  | Ab2 |
|  |     |

|  | \| \| B \| \| \| \| |
|  |                     |
|  | B                   |
|  |                     |

|  | B |
|  |   |

|  | \| \| C \| \| \| \| |
|  |                     |
|  | C                   |
|  |                     |

|  | C |
|  |   |

|  | \| \| D \| \| \| \| |
|  |                     |
|  | D                   |
|  |                     |

|  | D |
|  |   |

## HD 193322A

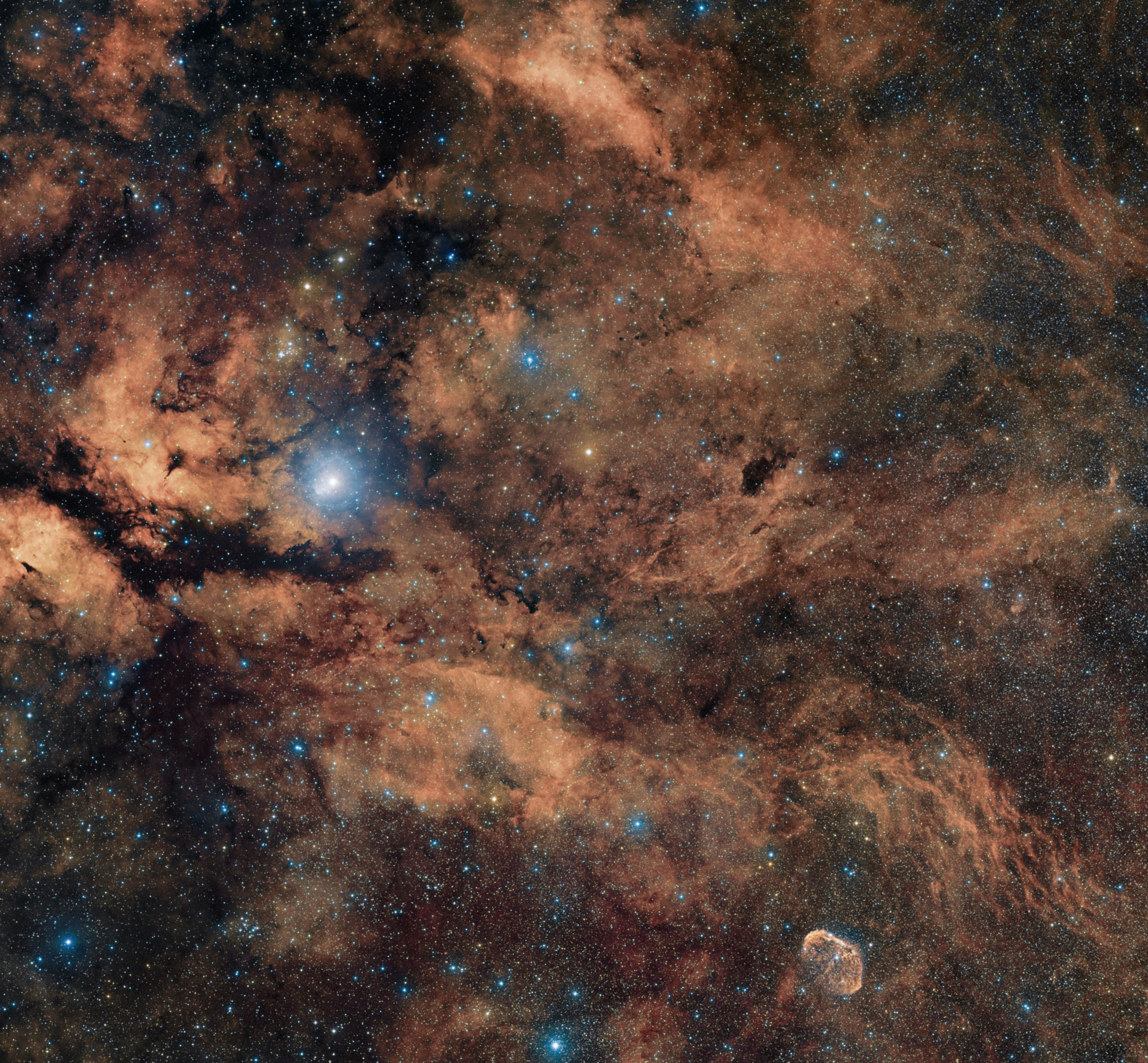
Gamma Cygni-region av Svanen. HD 193322 är den blå stjärnan över och till höger om Gamma Cygni.

Den ljusstarkaste och mest massiva komponenten, HD 193322A, är en trippelstjärna och avger 89 procent av systemets synliga ljus. Den består av Aa och Ab på en excentrisk bana med en omloppsperiod av 44 år. Den binära Ab består i sig av stjärnorna Ab1 och Ab2 i en omloppsbana med en omloppsperiod av 311,03 ± 0,25 dygn. Den totala massan för systemet HD193233A har beräknats till 76,1 +9,9−7,4 solmassor, även om de enskilda stjärnmassorna ger en mindre summa.
HD 193222Aa har spektralklass O9 Vnn, vilket anger en huvudseriestjärna med kraftigt breddade absorptionslinjer på grund av snabb rotation. HD 193322Ab1 har spektralklass O8.5III, även om dess härledda fysikaliska egenskaper tyder på att den faktiskt finns i huvudserien. Dess följeslagare HD 193322Ab2 är en huvudseriestjärna i spektralklass B2.5. Ab-paret kan ha en kombinerad massa och ljusstyrka som är större än Aa.

## HD 193322B
HD 193322B är en ensam huvudseriestjärna av B-typ separerad från HD 193322A med 2,76 bågsekunder, vilket skiljer dem åt med minst 2 780 astronomiska enheter (AE). Om man gör flera antaganden skulle omloppstiden vara ca 11 000 år. HD 193322B avger 11 procent av det synliga ljuset som sänds ut av det sexstjärniga systemet.

## Andra komponenter
Komponenterna HD 193322C och HD 193322D är huvudseriestjärnor av sen spektralklass B, 34 respektive 50 bågsekunder från centralstjärnan. Det är oklart om de två är gravitationsmässigt bundna till systemet. HD 193322D är en misstänkt Lambda Bootis-stjärna.